# 下野新聞
下野新聞（しもつけしんぶん）は、栃木県の地方新聞。株式会社下野新聞社が発行している。1878年（明治11年）創刊。毎日新聞社と資本・協力関係にある。社名は栃木県の旧国名である下野国（しもつけのくに）から。

## 概要
朝刊のみの発行で、発行部数は約27万部（日本ABC協会調べ）。栃木県内の普及率は4割を超え、全国紙を抑えて最も購読されている。
関東地方の地方紙としては群馬県の上毛新聞と共に、全国紙を上回るシェアを持つ数少ない新聞である。販売・配達エリアは栃木県内全域と隣接する茨城県結城市の一部など。
1878年に栃木（現・栃木市）の万象堂が発行した「杤木新聞」が始まりで、県内他新聞との合併を行いながら6年余り発行される。その間には田中正造らが編集者として名を連ねている。1884年3月に「下野旭新聞」を発行していた『鶏鳴社』と合併し、本拠地を宇都宮へ移転、同日付より現題名となった。当初は1884年3月に現在の題字になった年を創刊とみなしていたが、上記の事情で2006年6月1日付けに旧栃木新聞が創刊した1878年を創刊とみなし、この日の紙齢は前記・1884年からの号数「42338号」に、初代栃木新聞の合計号数「781号」を追加した「43019号」として発行した。よって「42339号-43018号」は存在しないことになる。
1941年に経営難から東京日日新聞（毎日新聞東京本社の前身）の支援を受ける一方、一県一紙の国策で栃木県の代表紙となり県内の他新聞社を吸収している。2006年4月より紙面製作は宇都宮市の本社で行い、印刷は本体から分社した下野新聞印刷センター（鹿沼市）で行っている。県域紙マスメディアとして栃木県内での影響力は大きく、県域テレビ「とちぎテレビ」・ラジオ局「栃木放送」、「エフエム栃木」の設立にも大きく関与している。

## 沿革
- 1878年6月1日 - （第1次）杤木新聞創刊（月8回刊、発行所・万象堂（栃木・万町））（1950年創刊 - 1994年廃刊の「栃木新聞」とは別物）
- 1878年11月2日 - 第1次杤木新聞、計37号で休刊
- 1879年8月2日 - （第2次）栃木新聞創刊（隔日刊、発行所・共進社）
- 1882年7月31日 - 第2次栃木新聞休刊
- 1882年9月2日 - 足利の足利新報と対等合併し（第3次）栃木新聞創刊（発行所・旭香社）
- 1884年2月21日 - 第3次栃木新聞、計305号で休刊
- 1884年3月7日 - 宇都宮の鶏鳴社と合併、河内郡宇都宮町池上町45番地に移転し下野新聞 創刊（タブロイド4ページ、発行所・旭香社、以後2006年5月まで、発行号数はこの日を1号として数える）
- 1889年4月1日 - 日刊化（4ページ）
- 1893年11月22日 - 星亨衆議院議長を批判したため1週間の発行停止を受ける
- 1894年1月1日 - 宇都宮市池上町51番地に洋風2階建て社屋を建設、移転
- 1902年9月1日 - 株式会社に改組、下野新聞株式会社と改称
- 1905年10月5日 - 日露戦争の講和条約に反対し4日間の発行停止を受ける
- 1909年4月10日 - 足利町で「両野新報」発行
- 1919年8月15日 - 日光-宇都宮マラソン大会開催
- 1922年5月28日 - 鉄筋コンクリート3階建の新社屋完成（宇都宮市本町4番11号、現在の下野新聞ビル「ホテル・ザ・セントレ」所在地）。設計者は佐藤功一[2]。
- 1923年9月1日 - 関東大震災で東京各紙発行不能のため、9月7日まで下野新聞を東京に送る
- 1924年7月1日 - 夕刊を創刊
- 1930年7月12日 - 発行号数15,000号
- 1931年4月1日 - 第1回「下野美術展」を主催
- 1941年10月31日 - 経営難から東京日日新聞（現・毎日新聞）の支援を受ける
- 1941年12月7日 - 夕刊を休刊（以後、再刊はされていない）
- 1941年12月15日 - 一県一紙の国策により栃木県の代表紙となり、数社を合併する
- 1945年4月1日 - 新聞非常措置令により毎日・朝日・読売の持ち分21万部を全県下供給
- 1945年7月12日 - 宇都宮大空襲の戦災により発行不能となり毎日新聞に委託、発行を続ける
- 1945年10月15日 - 自力発行を再開
- 1958年3月23日 - 発行号数25,000号、下野奨学会、県農業コンクールを新設
- 1962年9月29日 - 県域中波ラジオ局「ラジオ栃木（現・栃木放送）」設立にあたり資本参加（初代社長に下野新聞社社長・福嶋悠峰（武四郎）が就任）
- 1963年4月1日 - 同日開局した「ラジオ栃木」へニュース情報の協力・提供開始
- 1969年1月1日 - プレプリント方式によるカラー印刷を開始
- 1970年4月1日 - 栃木県政経懇話会を設立
- 1972年4月22日 - 発行号数30,000号、下野県民賞を制定
- 1977年11月15日 - 鉛の活字を使わないコンピュータシステム完成
- 1979年5月7日 - 現・所在地に新本社屋完成
- 1983年10月 - オフセット印刷によるカラー印刷開始
- 1984年3月7日 - 創刊100年
- 1986年1月4日 - 発行号数35,000号
- 1986年5月22日 - 下野新聞文化福祉事業団設立
- 1987年4月 - 下野文学大賞創設
- 1991年9月 - 中国浙江日報社と友好関係樹立
- 1993年4月1日 - 県域FMラジオ局「エフエム栃木」設立にあたり資本参加
- 1993年8月 - (株)下野新聞アドセンター設立
- 1994年3月24日 - 開局前のサービス放送を開始した「エフエム栃木」へニュース原稿の提供開始
- 1994年4月1日 - 栃木新聞休刊。これ以降、栃木県域唯一の新聞となる。
- 1997年 - 県域テレビ局「とちぎテレビ」設立にあたり資本参加
- 1997年7月 - 本社新館完成
- 1999年4月1日 - 本社スタジオから同日開局した「とちぎテレビ」へニュース中継開始
- 1999年5月12日 - 創刊115年を機に下野新聞編集綱領を制定
- 2000年2月9日 - 発行号数40,000号
- 2000年11月 - 編集紙面がコンピューター組版システムに完全移行
- 2001年1月1日 - 記事・写真のデータベース蓄積開始
- 2001年4月 - 題字変更
- 2003年4月4日 - 「しもつけ21フォーラム」創設
- 2004年3月7日 - 創刊120年、創刊年を1884年ではなく杤木新聞が創刊された1878年に改めると発表
- 2006年4月10日 - 印刷部門を分離し（株）下野新聞印刷センター設立、鹿沼工業団地内に新印刷センター竣工
- 2006年5月31日 - 発行号数42,237号
- 2006年6月1日 - 創刊日を1878年6月1日に正式に改め、これまでの発行号数に栃木新聞時代の781号を加算、43,019号とする（創刊128周年）
- 2009年12月 - 茨城新聞社との間で緊急事態が発生した場合の新聞発行に関する相互支援協定を締結
- 2011年3月11日 - 茨城新聞を印刷する読売新聞茨城西工場が東日本大震災で被災したため、茨城新聞3月12日及び13日付の朝刊印刷を代行
- 2011年10月11日 - 上毛新聞社と緊急時の新聞発行に関する相互支援協定を締結
- 2011年11月25日 - 福島民報社と緊急時の新聞発行に関する相互支援協定を締結
- 2012年6月1日 - 宇都宮市オリオン通りに常設のカフェ「下野新聞NEWS CAFE」をオープン
- 2021年9月28日 - NTTドコモと提携し、同年10月から本紙電子版と動画配信サービス「dTV」とのセット割引を実施予定[3]。
- 2023年9月12日 - 10月1日より月極め購読料を3,900円、1部売りを150円に改定するとの社告を掲載した。

## 本社
栃木県宇都宮市昭和一丁目8番11号

## 支社・総局・支局

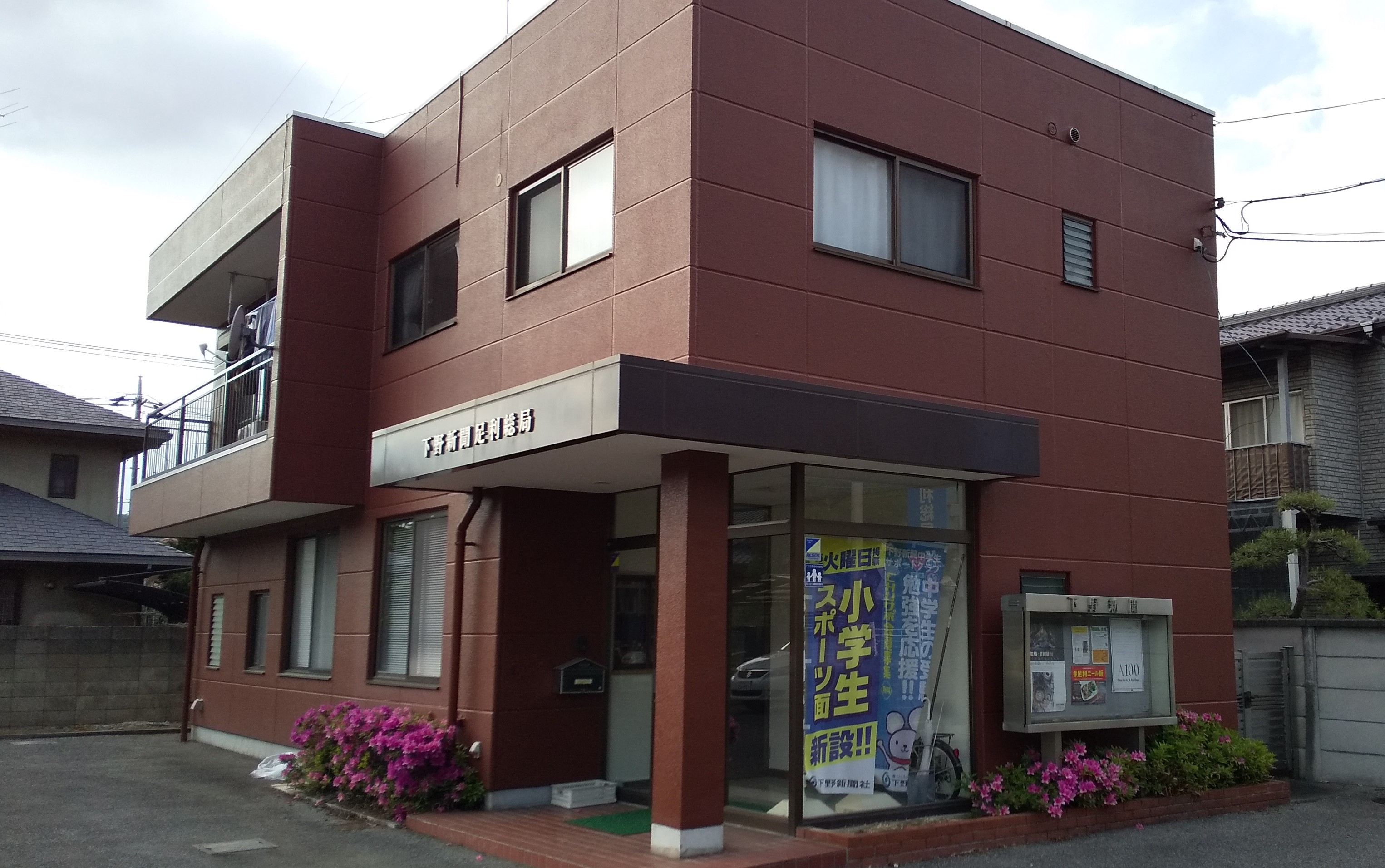
足利総局（栃木県足利市）

| 支社 | 東京支社           | 東京都千代田区内幸町 |
| 支社 | 大阪支社           | 大阪府大阪市北区梅田 |
| 総局 | 大田原総局         | 大田原市浅香         |
| 総局 | 日光今市総局       | 日光市今市本町       |
| 総局 | 宇都宮総局         | 宇都宮市旭           |
| 総局 | 真岡総局           | 真岡市荒町           |
| 総局 | 足利総局           | 足利市大橋町         |
| 総局 | 小山総局           | 小山市粟宮           |
| 支局 | 那須塩原支局       | 那須塩原市沓掛       |
| 支局 | 矢板支局           | 矢板市扇町           |
| 支局 | 那須烏山支局       | 那須烏山市旭         |
| 支局 | 日光支局           | 日光市石屋町         |
| 支局 | さくら支局         | さくら市卯の里       |
| 支局 | 鹿沼支局           | 鹿沼市下田町         |
| 支局 | 下野支局           | 下野市文教           |
| 支局 | 茂木支局           | 芳賀郡茂木町茂木     |
| 支局 | 佐野支局           | 佐野市高萩町         |
| 支局 | 栃木支局           | 栃木市万町           |
| 支局 | 宇都宮まちなか支局 | 宇都宮市曲師町       |

出典 : 支社・総支局住所一覧 - 下野新聞 公式ホームページ

## 番組表（2024年6月現在）

### 最終面
- 上段左からNHK宇都宮総合、NHK Eテレ東京、日本テレビ、テレビ朝日、TBSテレビ、テレビ東京、フジテレビをフルサイズ、とちぎテレビはフルサイズよりやや小さく掲載。
- 下段左からNHK BS、NHK BSプレミアム4K、BS日テレ、BS朝日、BS-TBS、BSテレ東、BSフジ、BS12

### 中面
- 上段左から栃木放送、RADIO BERRY、WOWOWプライム・ライブ・シネマ、BS松竹東急、BSよしもと
- 中段左からNHKラジオ第1、NHKラジオ第2、TBSラジオ、文化放送、ニッポン放送、ラジオ日本、BS11
- 下段左からNHK-宇都宮FM、TOKYO FM、NACK5、J-WAVE、放送大学ラジオ・テレビ、群馬テレビ（1981年11月1日から掲載、1993年11月30日までは最終面に掲載）。

なお、FM補完中継局の周波数は栃木放送の宇都宮局を除き掲載していない。また、テレ玉は1995年4月1日から掲載していたが2011年頃に掲載を終了した。

## 栃木新聞時代の補足
- 第1次

1878年6月1日 - 11月2日（計37号）
題字は「杤木新聞」、発行所は栃木（現・栃木市）の万象堂、月8回刊。紙面にははっきり書いてないが、交付式新聞（県が発行代金の一部を負担するかわりに、県の命令などを知らせるための記事も載せた新聞）だったと考えられている。
- 第2次

1879年8月2日 - 1882年7月31日
発行所は共進社、隔日刊。田中正造が編集長になり、紙面上で国会の設立を訴える。足利新報との合併準備のため1882年7月31日付を最後に休刊した。なお、田中正造は合併に反対し、合併前の1882年5月に退社している。ただしこれは田中の記述を元にしており、他の関係者の記述では、田中は退社後も合併準備のために走り回り、第3次栃木新聞の発刊を見届けるところまで関係していたともいう。
- 第3次

1882年9月2日 - 1884年2月21日
足利（現・足利市）の足利新報と対等合併。発行所名は足利新報の旭香社を引継ぎ、題字は栃木新聞を継承した。宇都宮で「下野旭新聞」を発行していた鶏鳴社との合併・移転準備のため1884年2月21日付で休刊。なお「下野旭新聞」についてはほとんど記録がないが、発行回数などはあまり多くなかったらしい。

## 関連事業・イベント
- 下野新聞模擬テスト[4]
- 下野教育書道展
- 下野教育美術展
- 下野新聞小学生読書感想文コンクール
- しもつけスケッチコンクール
- 下野奨学会
- 下野新聞ハウジングセンター
- 下野新聞NEWS CAFE
- 栃木県少年サッカー大会（栃木放送と共催）

## 関連会社
- 下野新聞印刷センター
- 下野新聞アドセンター
- 下野テレビ映像